# Sernaglia della Battaglia
Sernaglia della Battaglia är en ort och kommun i provinsen Treviso i regionen Veneto i Italien. Kommunen hade 6 191 invånare (2018).